# Fratarska kula
Fratarska kula (Cukarinovićeva kula, kula bega Cukarinovića) je fortifikacijski objekt u Vrgorcu, Splitska 23, Hrvatska, zaštićeno kulturno dobro. Pripada nizu dobro očuvanih materijalnih ostataka osmanske kulturne baštine u gradu, prije svega kulâ.
U gradu je danas osam turskih kula znane pod imenima Avala, Kapetanovića kula (Dizdarevićeva kula), Fratarska kula, Pakerova kula, Muminova kula, Raosova kula. Kao malo gdje na jugu Hrvatske, naglašene su u naselju i brojem i po položaju. Namjena im je bila stambena i obrambena. Služila su kao sigurno prenoćište.
Kula je danas obnovljena. Današnja namjena je muzejska. U njoj je župna zbirka sakralnih predmeta i dokumenata. U muzeju je izvorni križ s groba hrvatskoga pjesnika Tina Ujevića.

## Opis dobra
Kula bega Cukarinovića ili Fratarska kula, nekada je bila vlasništvo begova Cukarinovića, a od 1690. godine u vlasništvu je župnika koji u njoj stanuje do 1888. godine. Izgrađena je kao slobodnostojeća zgrada, kvadratnog tlocrta, orijentirana zapad-istok. Jedna je od četiri originalno sačuvane turske kuće-kule, izgrađene u 17. stoljeću kada je u Vrgorcu podignut niz obrambeno-stambenih objekata. Danas je u kuli smještena zbirka župnog ureda.

## Zaštita
Pod oznakom Z-3820 zavedena je kao nepokretno kulturno dobro - pojedinačno, pravna statusa zaštićena kulturnog dobra, klasificirano kao "stambene građevine".

## Vanjske poveznice
- TZ Vrgorac  Arhivirana inačica izvorne stranice od 6. ožujka 2016. (Wayback Machine)